# Troilit
Troilit je redek železov sulfidni mineral s formulo FeS in z železom bogat končni člen pirotitne skupine mineralov. Pirotit ima formulo Fe(1-x)S (x = 0 do 0,2) in primanjkljaj železa, kar mu daje magnetne lastnosti. Troilit nima promanjkljaja železa, zato ni magneten.
Troilit je bolj pogost v meteoritih kot na Zemlji, predvsem tistih, ki izvirajo z Lune in Marsa. Našli so ga tudi na meteoritu, ki je 15. februarja 2013 padel na Zemljo v Rusiji. Njegovo prisotnost na Luni in morda na Marsu so potrdile vesoljske sonde Apollo, Viking in Phobos. Relativne vsebnosti izotopov žvepla v meteoritih so precej bolj konstantne kot v zemeljskih mineralih, zato je troilit iz meteorita iz kanjona Diablo izbran za mednarodni standard za izotopsko razmerje žvepla.

## Struktura
Troilit ima heksagonalno kristalno trukturo. Njegova osnovna celica je približno kombinacija dveh pokončno zloženih celic pirotita (tip NiAs), pri čemer je zgornja celica diagonalno zamaknjena. Troilit zato včasih imenujejo tudi pirotit-2C.

## Odkritje
Leta 1766 so v Albaretu, Modena, Italija, opazili padec meteorita. Njegove vzorce je zbral in preučil Domenico Troili in opisal njegove vključke železovega sulfida. Sulfid so dolgo imeli za pirit, dokler ni leta 1862 vzorcev analiziral nemški mineralog Gustav Rose in ugotovil, da je FeS. Mineral je kot priznanje za delo Domenica Troilija imenoval troilit.

## Nahajališča
Troilit so odkrili v več meteoritih. Spremljajoči minerali so daubrelit, kromit, sfalerit, grafit in različni fosfatni in silikatni minerali. V rudniku Alta, Kalifornija, so ga odkrili v serpentinitu, v Zahodni Avstraliji v  slojastih magmatskih intruzijah, v intruziji Ilimaussaq v južni Grenlandiji in v Nordfjellmarku na Norveškem. Avstralsko nahajališče je povezano z depoziti bakrove in nikelj-železove rude, kjer ga spremljajo pirotit, makinavit, kubanit, valerit, halkopirit in pirit.
V Zemljini skorji je izjemno redek mineral. Večina minerala na Zemlji je meteoritskega izvora. Železov meteorit Mundrabilla vsebuje kar 25-30 volumskih % troilita. Naslavnejši troilit vsebujoči meteorit je Canyon Diablo, ki služi kot standard za relativne koncentracije žveplovih izotopov.  Za standard je bil izbran zato, ker je zaradi aktivnosti žveplovih bakterij razmerje med izotopi na Zemlji zelo različno. Razmerje rušijo zlasti sulfate reducirajoče bakterije, ki lahko 32SO2−
4 reducirajo 1,07 krat hitreje kot 34SO2−
4, zaradi česar se lahko razmerje 34S/32S poveča do 10 %.
Troilit je najpogostejši sulfidni mineral na Lunini površini. Tvori približno 1 % Lunine skorje in je prisoten v vseh kamninah in meteoritih, ki izvirajo z Lune. Bazalti, ki so jih na Zemljo prinesle vesoljske odprave Apollo 11, 12, 15 in 16, vsebujejo približno 1 % troilita.
Prisoten je tudi v meteoritih Marsovega porekla. Tudi v njih ga je približno 1 %.
Opazovanja z vesoljskih plovil Voyager leta 1979 in Galileo leta 1996 kažejo, da bi troilit lahko bil prisoten tudi na Jupitrovih lunah Ganimed in Kalisto.   Eksperimentalni podatki za obe luni so zaenkrat zelo omejeni, teoretično modeliranje pa kaže, da je v njunih jedrih lahko do približno 22,5 % troilita.